# Черемшина (песня)
Черемшина (рус. Черёмуха) — украинская песня-романс, созданная в 1965 году. Музыка Василия Михайлюка, слова Николая Юрийчука.

## Исполнители
Впервые песню исполнил хор в городе Вашковцах (Черновицкая область, Украина) в мае 1965. Среди известных исполнителей первым песню исполнил — Дмитрий Гнатюк.
Другие исполнители: София Ротару, Квитка Цисык, Тина Кароль, Таисия Повалий, Ярослав Евдокимов, Олег Скрипка, Татьяна Буланова, Ирина Сказина, Александр Малинини, Дмитрий Яремчук и др.
Песня исполняется в театральном представлении о Квитке Цисык «Я — Квитка», музыкальном монологе-притче на одно действие на стихи Татьяны Череп-Пероганич.

## Текст песни
Знов зозулі голос чути в лісі,
Ластівки гніздечко звили в стрісі.
А вівчар жене отару плаєм,
Тьохнув пісню соловей за гаєм.
Припев:
Всюди буйно квітне черемшина
Мов до шлюбу вбралася калина.
Вівчара в садочку,
В тихому куточку,
Жде дівчина, жде. 
Йшла вона в садок повз осокори,
Задивилась на високі гори,
Де з беріз спадають чисті роси,
Цвіт калини приколола в коси.
Припев.
Вже за обрій сонечко сідає.
З полонини їй вівчар співає:
— Я прийду до тебе, як отару
З водопою зажену в кошару.
Припев.
Ось і вечір, вівці біля броду
З Черемоша п’ють холодну воду,
У садочку вівчара стрічає
Дівчинонька, що його кохає.

## Видеография
- Нина Нечипоренко (из к/ф «Песни счастливого края», 1965)
- Дмитрий Гнатюк, 1969 год
- София Ротару
- Трио «Серебряная терция»
- Квитка Цисык
- Олег Скрипка
- Ярослав Евдокимов
- Татьяна Буланова
- Александр Малинин
- Тина Кароль, (Славянский базар, 2013)
- Инструментальная группа B&B project и «Лёша Че» (бандура, баян и битбокс)
- Ариэла Марина Меламед